# Olga Dawidowna Kamenewa

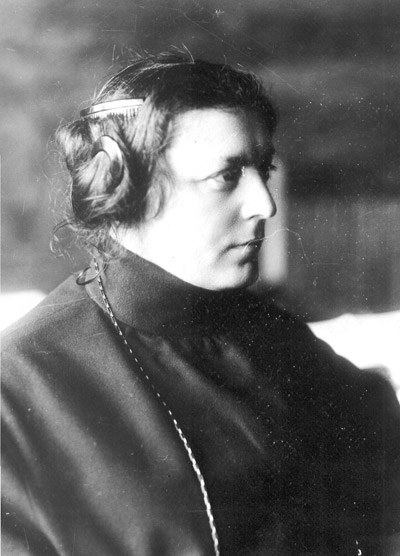
Olga Dawidowna Kamenewa, 1926

Olga Dawidowna Kamenewa (russisch Ольга Давидовна Каменева, geborene Bronstein; * 1883; † 11. September 1941 in Orjol, Sowjetunion) war eine russische Revolutionärin, die Schwester von Leo Trotzki und Ehefrau von Lew Kamenew.

## Biografie
Nach der Oktoberrevolution arbeitete sie im Volkskommissariat für Bildung der RSFSR. Sie leitete dort die Theaterabteilung (TEO). Auf Betreiben von Anatoli Lunatscharski, einem Befürworter einer gemäßigteren Kulturpolitik, und mit Zustimmung von Lenin wurde sie aus diesem Amt im Jahr 1920 entlassen.
Bis Ende der 1920er Jahre pflegte sie inoffizielle diplomatische Kontakte zwischen der Sowjetunion und den westlichen Ländern und ersuchte hierbei unter anderem um wirtschaftliche Hilfe des Westens bei der Bekämpfung der Hungersnot in der Wolga-Region. Von 1925 bis 1929 leitete sie die VOKS (Allunionsgesellschaft für kulturelle Verbindung mit dem Ausland) zur Kulturarbeit im Ausland.
Nach Trotzki und Kamenew verlor auch sie bis 1927 alle Posten in der Partei. Im Jahr 1935 wurde sie, nach der Verurteilung ihres von ihr getrennt lebenden Mannes und Grigori Sinowjew, gemeinsam mit ihren Söhnen ebenfalls verhaftet und bis September 1941 im Zentralgefängnis von Orjol inhaftiert.
Olga Kamenewa wurde am 11. September 1941 in der Nähe von Orjol, im Medwedew-Wald, bei einer Massenexekution des NKWD erschossen.